# Giacinto Faccio
Giacinto Maria Faccio OFM (ur. 1912, zm. 19 stycznia 2003 w Al-Ma’adi w Kairze) − włoski franciszkanin, duchowny katolicki, Kustosz Ziemi Świętej w latach 1950-1955.

## Życiorys
W 1927 wstąpił do nowicjatu w klasztorze w Barbarano Vicentino w prowincji weneckiej Zakonu Braci Mniejszych pw. św. Antoniego z Padwy. Pierwszą profesję złożył 18 września 1928. Następnie zdobywał wykształcenie średnie i przygotowywał się do przyjęcia święceń kapłańskich w kolegiach swojej prowincji zakonnej (Padwa, Werona, Motta di Livenza). Śluby wieczyste złożył 28 lipca 1933. Został wyświęcony na kapłana 19 lipca 1936 w Kościele pw. św. Ignacego w Rzymie. Przełożeni skierowali go na studia specjalistyczne z teologii na rzymskie Antonianum. W 1939 uzyskał tytuł doktora teologii, broniąc pracę "De Divinitate Christi iuxta S. Paulum ad Rom. 9,5". W latach 1939–1940 pogłębił swoją znajomość Pisma Świętego, uzyskując tytuł lektora generalnego (wł. lettore generale) we Franciszkańskim Studium Biblijnym w Jerozolimie. Po wybuchu II wojny światowej został zatrzymany i dzięki interwencji o. Eugene Hoade OFM, trafił 5 października 1940 do miejsca internowania włoskich franciszkanów w Ziemi Świętej w Emmaus El Qubeibeh. Na służbę w Kustodii Ziemi Świętej przeszedł oficjalnie 7 listopada 1941. Po zwolnieniu z miejsca internowania został skierowany w 1943 do klasztoru w Betlejem przy bazylice Narodzenia Pańskiego. W Betlejem przebywał do 1949, pełniąc funkcję wychowawcy kleryków i wykładowcy seminarium. Władze zakonne mianowały go Kustoszem Ziemi Świętej 26 stycznia 1950. Funkcję tę pełnił do 5 grudnia 1955. Giacinto Faccio był Kustoszem za którego mandatu położono kamień węgielny pod nową bazylikę Zwiastowania Pańskiego w Nazarecie.
Po wygaśnięciu mandatu Kustosza przebywał w Betfage i w Ammanie. W 1956 został skierowany do pracy w Egipcie. Był gwardianem i proboszczem w Aleksandrii i w Kairze. W 1986 pracował w Nazarecie w Galilei, ale zaraz powrócił do Egiptu. Był we wspólnotach przy Kościele św. Katarzyny w Aleksandrii i w dzielnicy Bakos. Przeszedł do wiceprowincji egipskiej (obecnie Prowincja Świętej Rodziny w Egipcie). W 1955 odznaczony został Wielkim Krzyżem Orderu Izabeli Katolickiej, zaś w 1963 Krzyż Oficerski Orderu Zasługi dla Republiki Włoskiej. Zmarł w Al-Ma’adi 19 stycznia 2003.

## Odznaczenia
- Wielki Krzyż Orderu Izabeli Katolickiej (1955)
- Krzyż Oficerski Orderu Zasługi dla Republiki Włoskiej (1963)